# Gaferut Municipality
Gaferut Municipality är en kommun i Mikronesiska federationen.   Den ligger i delstaten Yap, i den västra delen av landet, 1 400 km väster om huvudstaden Palikir.